# Nikita Olegowitsch Kolotijewski
Nikita Olegowitsch Kolotijewski (russisch Никита Олегович Колотиевский; * 4. März 2001 in Orlowski) ist ein russischer Fußballspieler.

## Karriere

### Verein
Kolotijewski begann seine Karriere beim FKAF Rostow. Im Januar 2016 wechselte er zu Master-Saturn Jegorjewsk. Im Januar 2017 wechselte er in die Jugend des FK Rostow. Im Juni 2020 debütierte er für die Profis in der Premjer-Liga, als er am 23. Spieltag der Saison 2019/20 gegen den FK Sotschi in der Startelf stand. In jenem Spiel lief eine reine Jugendmannschaft der Rostower auf, nachdem die Profis aufgrund von COVID-Fällen unter Quarantäne gestellt worden waren. Rostow verlor die Partie mit 10:1. In der Halbzeitpause wurde Kolotijewski, der als einziger Spieler des Jahrgangs 2001 der älteste Spieler im Kader Rostows war, durch Alexei Kornijenko ersetzt.

### Nationalmannschaft
Kolotijewski spielte im Januar 2018 drei Mal für die russische U-17-Auswahl.